# Pourtalesia hispida
Pourtalesia hispida ist ein Vertreter der irregulären Seeigel aus der Familie Pourtalesiidae. Die Art lebt im Benthos der Weichsedimente in der Tiefsee und ist im Antarktischen Ozean in Meerestiefen zwischen 1150 und 3630 m gefunden worden.

## Beschreibung
Bei den Pourtalesiiden handelt es sich um irreguläre Seeigel, d. h. die Tiere sind sekundär bilateral-symmetrisch. Die Tiere erreichen eine Länge von 60 mm. Das Gehäuse dieser Art ist ausgesprochen dünn und nahezu transparent. Die aborale Seite ist hoch aufgewölbt, während die orale Seite abgeflacht ist. Das posteriore Ende des Tieres spitzt sich zu einem kleinen, kegelförmigen Subanalrostrum zusammen, das von einer Subanalfasziole umrundet wird. Die Stacheln sind gesägt und in horizontalen Reihen angeordnet.